# Kirkton of Auchterhouse
Kirkton of Auchterhouse är en ort i Storbritannien.   Den ligger i kommunen Angus och riksdelen Skottland, i den norra delen av landet, 600 km norr om huvudstaden London. Kirkton of Auchterhouse ligger 183 meter över havet och antalet invånare är 600.
Terrängen runt Kirkton of Auchterhouse är kuperad åt nordväst, men åt sydost är den platt.  Närmaste större samhälle är Dundee, 8,9 km sydost om Kirkton of Auchterhouse. Trakten runt Kirkton of Auchterhouse består till största delen av jordbruksmark.